# Монтакуто
Монтаку̀то (на италиански: Montacuto, на местен диалект: Monteigo, Монтейго) е село и община в Северна Италия, провинция Алесандрия, регион Пиемонт. Разположено е на 525 m надморска височина. Населението на общината е 308 души (към 2010 г.).